# Seidenlaubenvogel
Der Seidenlaubenvogel (Ptilonorhynchus violaceus) ist ein im östlichen und südöstlichen Australien lebender Singvogel und wird auch Satinlaubenvogel genannt. Er zählt zu den 17 Arten innerhalb der 20 Arten umfassenden Familie der Laubenvögel, bei denen die Männchen mit aufwändig gebauten und geschmückten Balzplätzen um die Gunst eines Weibchens werben.
An der Brut und der Aufzucht der Jungvögel beteiligt sich das Männchen nicht. Es verteidigt auch kein Revier. Das Weibchen wählt seinen Partner allein nach der Qualität der Laube und dem gezeigten Balztanz aus. Die Lauben der Männchen sind in der Regel 100 Meter voneinander entfernt, so dass das Weibchen die Wahl unter mehreren Männchen hat. Einigen Männchen gelingt es, mit ihrem Laubenbau eine große Zahl von Weibchen anzulocken. Sehr erfolgreiche Männchen verpaaren sich mit zwanzig bis dreißig Weibchen. Andere Männchen bleiben dagegen erfolglos und kommen nicht zur Verpaarung.
Seidenlaubenvögel sind sehr langlebig und brauchen mehrere Jahre, bis sie ihre Geschlechtsreife erreicht haben. Auf Grund der Intelligenzleistung, die sie beim Bau ihrer Lauben zeigen, werden sie zu den intelligentesten unter den Vögeln gezählt.
Die IUCN stuft die Bestandssituation des Seidenlaubvogels als ungefährdet (least concern) ein. Es werden zwei Unterarten unterschieden.

## Merkmale
Das Männchen des Seidenlaubenvogels erreicht eine Körperlänge von 32 Zentimeter, wovon 10,3 bis 12,5 Zentimeter auf den Schwanz entfallen. Weibchen werden geringfügig größer und erreichen eine Körperlänge von bis zu 33 Zentimeter, wovon 10,8 bis 12,8 Zentimeter auf den Schwanz entfallen. Der Schnabel misst beim Männchen 3,1 bis 4 Zentimeter, bei den Weibchen dagegen 3,1 bis 3,8 Zentimeter. Männchen wiegen zwischen 173 und 290 Gramm. Weibchen werden zwischen 170 und 258 Gramm schwer.
Die Unterart P. v. minor ist geringfügig kleiner als die Nominatform. Das Schwanzgefieder misst beim Männchen zwischen 9,2 und 10 Zentimeter und der Schnabel misst 3,2 bis 3,4 Zentimeter. Bei den Weibchen ist das Schwanzgefieder zwischen 9,8 und 10,6 Zentimeter lang, der Schnabel misst 3,1 bis 3,2 Zentimeter. Bei beiden Unterarten besteht ein auffälliger Geschlechtsdimorphismus.

### Erscheinungsbild des Männchens

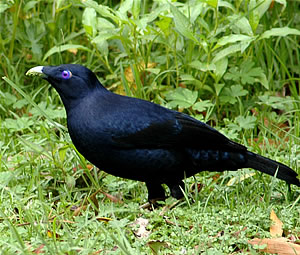
Männchen des Seidenlaubenvogels

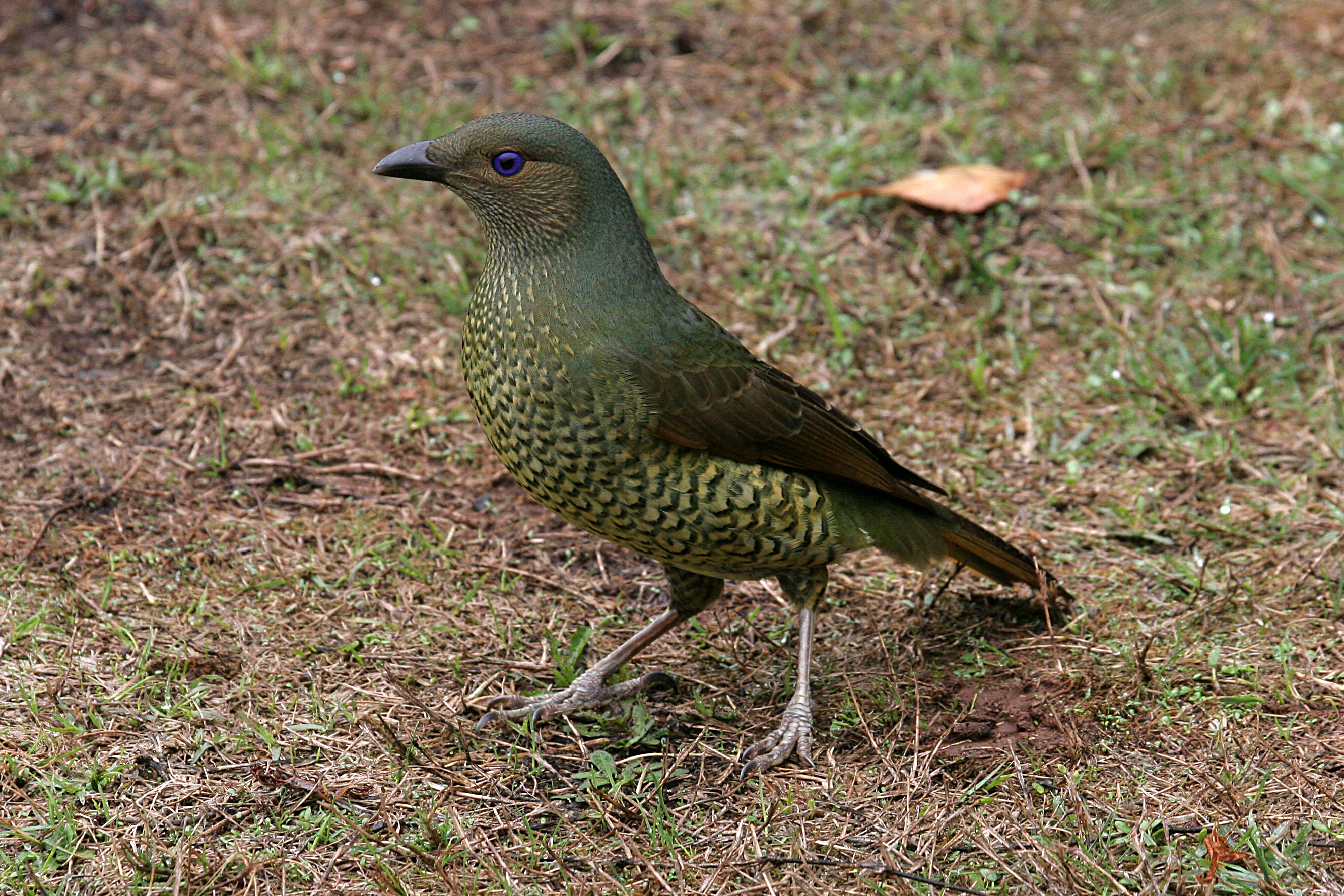
Weibchen des Seidenlaubenvogels

Männchen zeigen das vollständige adulte Gefieder ab ihrer sechsten Mauser, sie haben dann ihr siebtes Lebensjahr erreicht.
Das Männchen hat dann ein metallisch schimmerndes blauschwarzes Gefieder, das bei entsprechendem Lichteinfall violette Glanzlichter aufweist, bei anderem Lichteinfall jedoch schwarz wirkt. Bei den Federn der kleinen und großen Flügeldecken haben nur die Federspitzen und Säume einen metallischen Glanz. Die Handschwingen sind schwärzlich. Das Schwanzgefieder ist auf der Oberseite schwärzlich mit indigofarbenen Spitzen und Federsäumen. Auf der Unterseite sind sie braunschwarz. Der Unterbauch und die Flanken weisen wenig Glanz auf und wirken insgesamt etwas schwärzlicher als das übrige Gefieder.
Der Schnabel des Männchens ist von gelbgrüner Farbe. Die Beine sind blass schmutzig weiß bis hell gelbbraun. Die Iris ist violett.

### Erscheinungsbild des Weibchens
Das geringfügig größere Weibchen ist auf der Körperoberseite und den Flügeldecken graugrün, bei bestimmten Lichtverhältnissen schimmern die Federsäume auch blaugrün. Der Scheitel und die Zügel sind etwas dunkler und bräunlicher als die übrige Körperoberseite.
Die Ohrdecken sind grünbraun mit grauweißen Federschäften. Die Federn der großen Flügeldecken sind in einem individuell unterschiedlichen Maße grau gesäumt. Die Hand- und Armschwingen sind zimtbraun, die jeweiligen Außenfahne sind grünlich überwaschen. Die Steuerfedern sind zimtbraun, das mittlere Steuerfederpaar hat dabei einen etwas graugrünen Ton, während der Federschaft bei allen Steuerfedern heller ist als die jeweiligen Federfahnen.
Das Kinn und die Kehle ist grauweiß mit dunkleren Sprenkeln. Die Grundfarbe von Brust und Bauch ist ein blasses gelb, wobei die einzelnen Federn dunkelbraun gesäumt sind, so dass die Körperunterseite geschuppt wirkt. Der Schnabel ist dunkel Hofnarren, die Iris ist dunkelblau und die Beine sind wie beim Männchen blass schmutzig weiß bis hell gelbbraun.

### Erscheinungsbild der Jungvögel
Die Männchen der Seidenlaubenvögel benötigen mehrere Jahre, bis sie das Gefieder der adulten Männchen zeigen. Im ersten Federkleid ähneln sie den Weibchen, wobei die Federn der Flügeldecken helle Spitzen haben. Bei den Männchen sind die Ohrdecken etwas weniger gestrichelt. Die Iris beider Geschlechter ist blauviolett, die Beine sind silbrig grau. Mit zunehmendem Alter werden bei den Männchen die Ohrdecken dunkler und brauner. Im zweiten Lebensjahr ist bei den Männchen die Kehle weniger gepunktet und grünlicher. Im dritten Lebensjahr haben die Männchen eine grüne Kehle und Brust ohne weitere Farbabzeichen. Weibchen sind ab ihrem dritten Lebensjahr von älteren Weibchen nicht mehr zu unterscheiden.
Im vierten Lebensjahr hat das Männchen einen zunehmend gelblich-grünlicheren Schnabel. Die Farbe der Beine wechselt allmählich von grau zu gelb. Im fünften Lebensjahr haben die Männchen eine Schnabelfärbung wie die adulten Männchen. Die Beine sind jetzt leuchtend gelb. Im sechsten Lebensjahr zeigen die nunmehr subadulten Männchen ein Gefieder, bei dem entweder einige blauschwarze Federn zu sehen sind oder bei ihnen dominiert bereits die blauschwarze Färbung adulter Männchen. Im Gefieder finden sich jedoch noch einige grünliche Federn.

## Verbreitung und Lebensraum

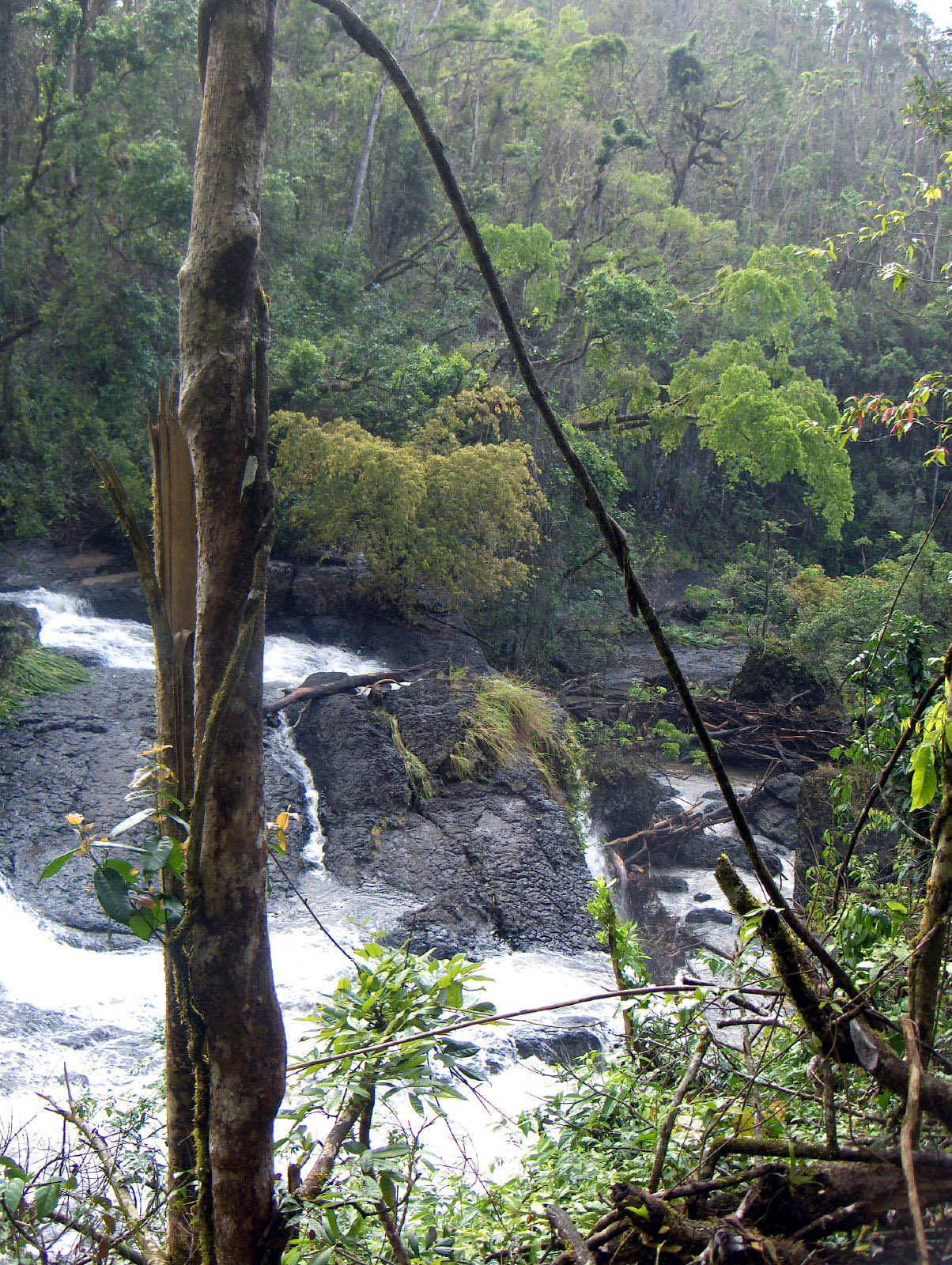
Regenwald der Atherton Tablelands, das zum Verbreitungsgebiet der Unterart P. v. minor gehört

Das Verbreitungsgebiet des Seidenlaubenvogels erstreckt sich vom Südosten Australiens bis zu den sogenannten Wet Tropics of Queensland im Nordosten des australischen Kontinents.
Die beiden Unterarten kommen dabei jeweils in folgenden Regionen vor:
- P. v. minor A. J. Campbell, 1912 – Das Verbreitungsgebiet dieser Unterart ist auf die Wet Tropics of Queensland begrenzt. Die nördliche Verbreitungsgrenze stellt Cooktown dar. Das Verbreitungsgebiet dieser Unterart reicht nicht weiter als bis zur Stadt Paluma im Osten von Queensland. Die Höhenverbreitung dieser Unterart reicht von 640 Höhenmetern auf den Atherton Tablelands bis in Höhenlagen von 1220 Metern in den Carine Uplands, etwa 80 Kilometer nordwestlich von Cairns.[5]
- P. v. violaceus Vieillot, 1816 – Die Nominatform kommt von Rockhampton im Südosten von Queensland bis westlich von Melbourne im Süden des australischen Bundesstaates Victoria vor. Das Verbreitungsgebiet umfasst als westlichste Verbreitungsregion noch den Great-Otway-Nationalpark. Die Höhenverbreitung der Nominatform reicht von den Tiefebenen bis zu Höhenlagen von 1100 Metern in der McPherson Range.[5]

Das Verbreitungsgebiet des Seidenlaubenvogels umfasst damit einen Streifen entlang der Süd- und Ostküste Australiens, der nicht weiter als 250 Kilometer ins Inland reicht.
Der Seidenlaubenvogel besiedelt in seinem Verbreitungsgebiet Regenwälder. Er kommt bevorzugt entlang der Waldränder vor und bevorzugt Gebiete mit einer hochgewachsenen Hartlaubvegetation mit dichtem Unterwuchs. Insbesondere im Winterhalbjahr ist er auch regelmäßig in offeneren Regionen zu beobachten. Er kommt dann auch in Park, Obstgärten und -plantagen sowie in Gärten vor.

## Nahrung

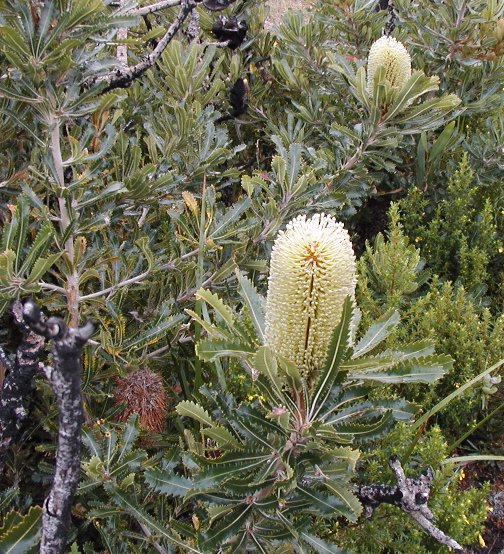
Banksia aemula, Seidenlaubenvögel fressen den Nektar verschiedener Banksien

Seidenlaubenvögel sind Allesfresser und ernähren sich von Beeren und Früchten sowie von Blütennektar, Blätter und Insekten. Eine besonders große Rolle spielen Früchte in ihrer Ernährung, von denen sie eine große Bandbreite fressen.
Die Ernährungsgewohnheiten von Seidenlaubenvögeln sind in unterschiedlichen australischen Gebieten näher untersucht worden und haben gezeigt, dass die Ernährungszusammensetzung vom jeweiligen Lebensraum geprägt ist. In der Nähe von Laura, einer kleinen Stadt in den Blue Mountains des australischen Bundesstaates New South Wales hat man beobachtet, dass die Nahrungszusammensetzung von Seidenlaubenvögeln saisonal stark schwankt. Im Spätsommer und Herbst spielt Nektar eine große Rolle in ihrer Ernährung. Bei der Aufnahme von Nektar hilft ihnen, dass die Zunge an ihrem vorderen Ende gespalten ist. Sie präferieren vor allem Nektar der Banksien, eine Pflanzengattung innerhalb der Silberbaumgewächse, die nur auf dem australischen Kontinent vorkommt. Während des Winterhalbjahres fraßen sie vor allem Früchte, während im Sommer Insekten in der Ernährungszusammensetzung dominierten.
In einem anderen Untersuchungsgebiet, das weiter im Norden in der McPherson Range liegt, hat man Unterschiede in der Nahrungszusammensetzung zwischen den Seidenlaubenvögeln festgestellt, die in dem dortigen geschlossenen subtropischen Regenwald leben und denen, die offenere Waldgebiete besiedeln. Seidenlaubenvögel des Regenwaldes fressen mehr Früchte, während bei denen in offenen Waldgebieten Blätter 40 Prozent der Ernährung darstellen. Feigen spielen in beiden Regionen eine größere Rolle.
Tierisches Protein deckte bei den Untersuchungen in der McPherson Range zwischen 12 und 16 Prozent des Nahrungsbedarfs. Gefressen wurden Käfer, Singzikaden und Gespenstschrecken sowie andere Wirbellose. Die meisten gefressenen Insekten werden von Blättern gepickt. Seidenlaubenvögel untersuchen aber auch Baumstämme, Äste und Zweige nach Insekten ab. Sie begeben sich nur selten auf den Erdboden, um dort nach Insekten zu suchen. Singzikaden, die eine besonders große Rolle in der Ernährung spielen, werden mitunter auch im Flug gefangen und Seidenlaubenvögel jagen ihnen aktiv nach. Raupen, Insekteneier, Spinnen und Tausendfüßer spielen eine geringere Rolle. Vereinzelt fressen Seidenlaufvögel auch Eier und Nestlinge anderer kleiner Vogelarten.

## Lebensweise

### Lebensweise außerhalb der Brutzeit

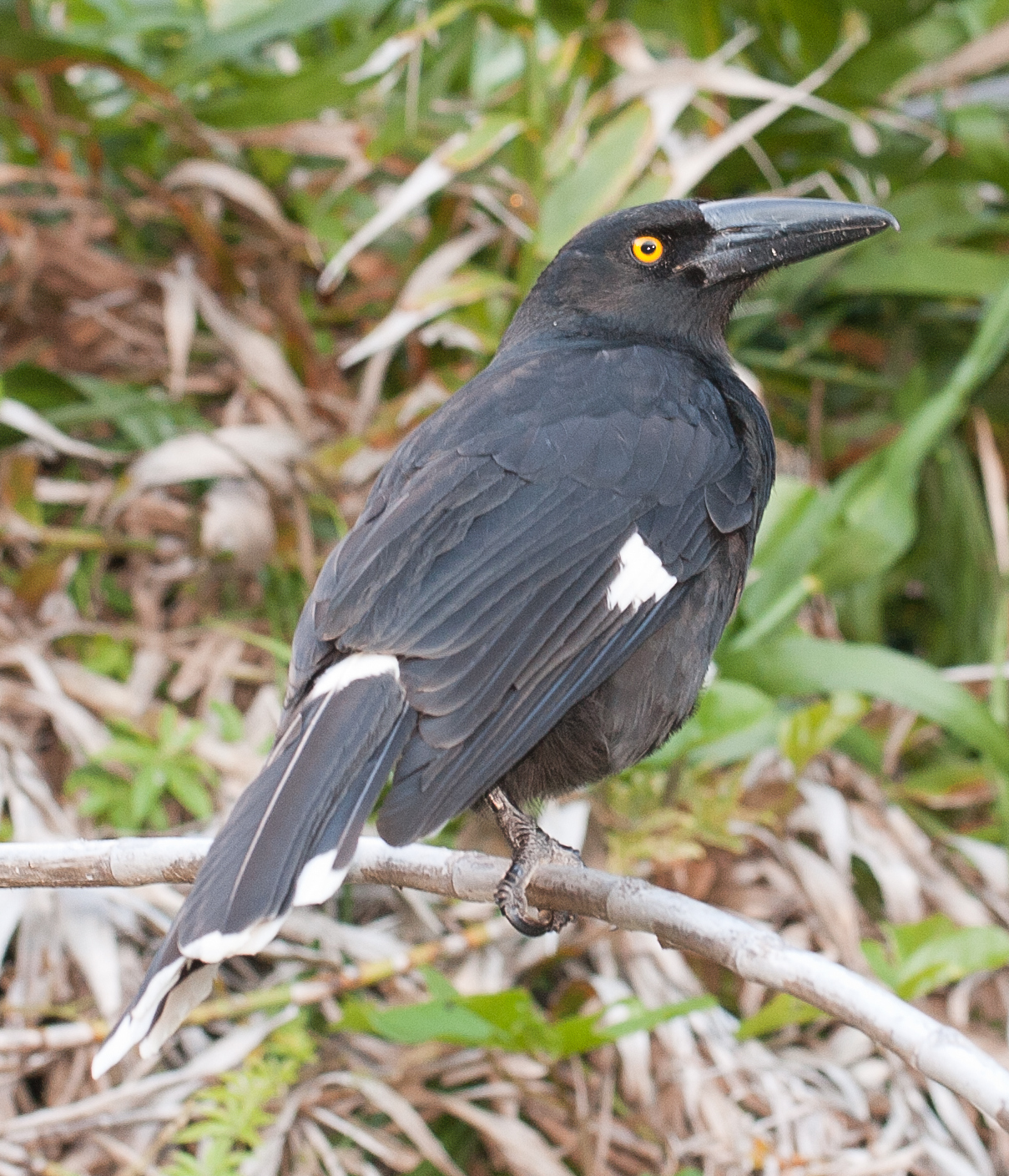
Dickschnabel-Würgerkrähe – mit dieser Art sind Seidenlaubenvögel während des Winterhalbjahres häufiger vergesellschaftet

Außerhalb der Brutzeit bilden Seidenlaubenvögel große Trupps, die bis zu 100 Individuen umfassen können. Sie fressen in dieser Zeit bevorzugt die Schösslinge von Gräsern und Kräutern, aber auch die von Bäumen und Sträuchern, darunter unter anderem die von verschiedenen Eukalyptus-Arten. Sie sind dann unter anderem während der frühen Vormittag- und späten Nachmittagsstunden auch auf Viehweiden zu beobachten. Die Trupps sind gelegentlich mit Dickschnabel-Würgerkrähen vergesellschaftet. Die winterlichen Trupps sind in der Regel nach Geschlechtern getrennt.
Trupps suchen gemeinsame Ruheplätze auf, halten jedoch während der Nacht Abstand voneinander, so dass auf 1000 Quadratmeter etwa 50 ruhende Seidenlaubenvögel kommen. Einige Populationen unternehmen während des Winterhalbjahrs Höhenwanderungen. Populationen tropischer Bergregenwälder halten sich dann in Höhenlagen von etwa 600 Metern auf. Die Nominatform ist dann überwiegend im offeneren Gelände anzutreffen.

### Sonnenbäder und Einemsen
Seidenlaubenvögel nutzen regelmäßig Ameisen zur Gefiederpflege. Sie gehören dabei zu den Vogelarten, die ein aktives Einemsen zeigen. Sie nehmen dabei mehrere Ameisen in den Schnabel und stecken diese ins Gefieder. Seidenlaubenvögel, die sich Ameisen ins Gefieder der Flügel stecken, heben diese leicht an und zittern dann leicht mit den Flügeln.
Sonnenbäder nehmen Seidenlaubenvögel, indem sie die Flügel herabfallen lassen und das Schwanzgefieder leicht sträuben.

## Laube und Balz

### Bau der Laube

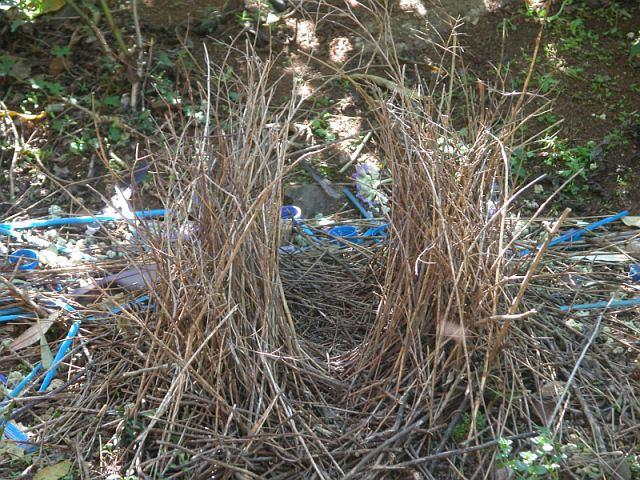
Laube des Seidenlaubenvogels (Ptilonorhynchus violaceus); um die Laube sind blaue Strohhalme und Plastikflaschenverschlüsse verteilt

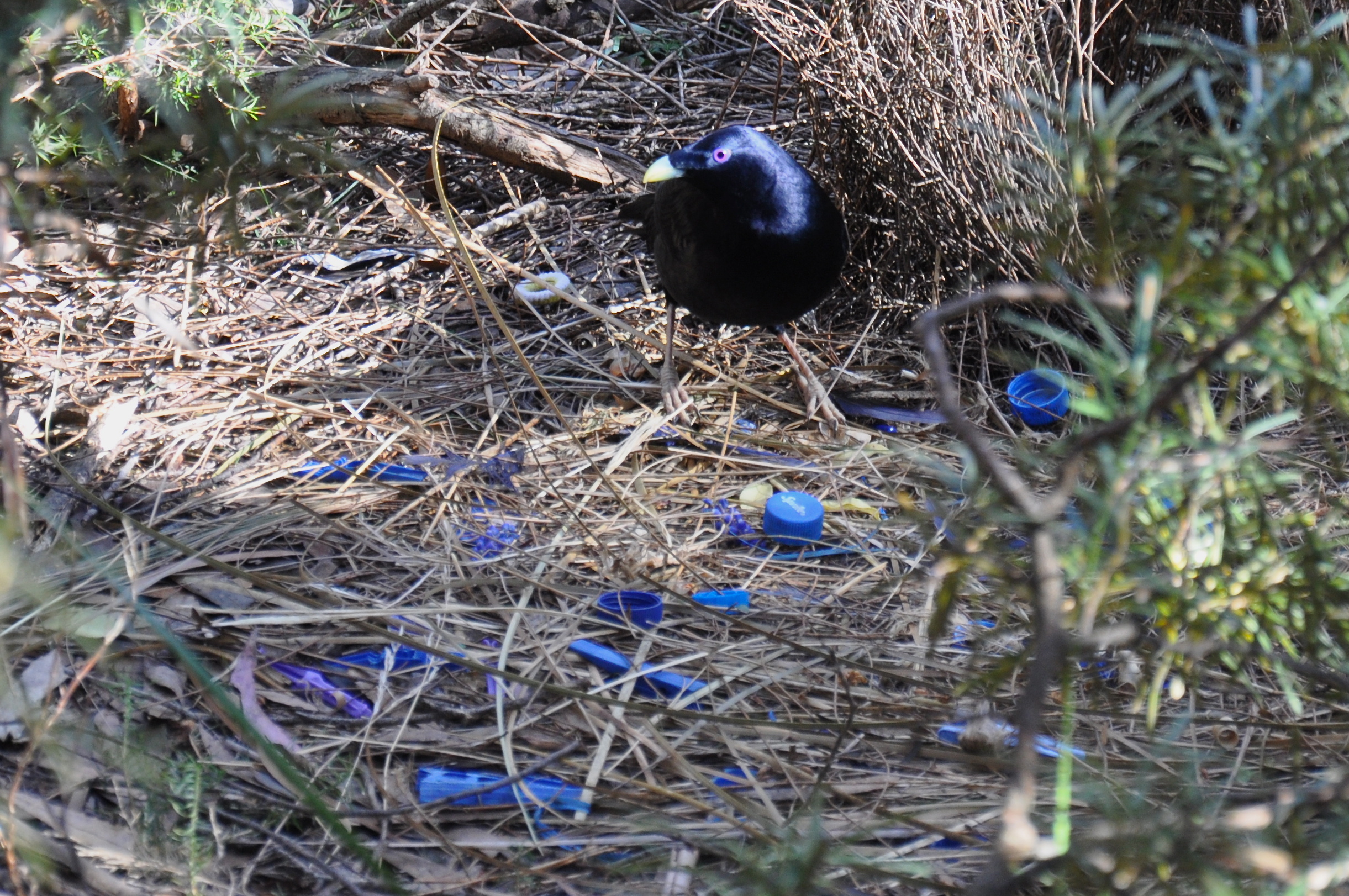
Seidenlaubenvogel in einer mit blauen Blüten und blauen Gegenständen ausgelegten Laube

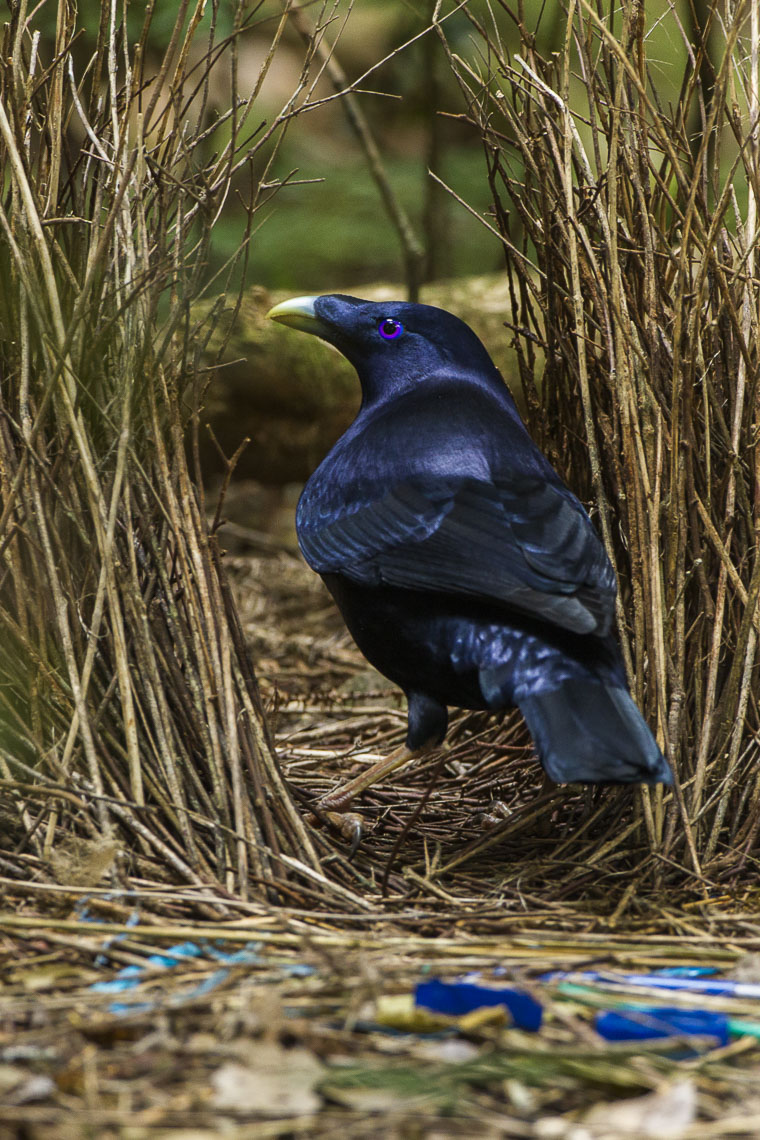
Männchen in seiner Laube

Das Männchen säubert einen Teil des Waldbodens und errichtet einen Balzplatz, eine Art Laube aus Zweigen, deren Bögen ca. 35 cm hoch und 45 cm lang sind und immer in Nord-Süd-Richtung gebaut werden. Der Lichteinfall scheint bei der Wahl des Balzplatzes eine Rolle zu spielen. Einzelne Männchen wurden dabei beobachtet, wie sie gezielt Blätter aus den überhängenden Bewuchs entfernen, um diesen Lichteinfall zu verbessern.
Das Männchen verbaut beim Bau der Laube hunderte von Zweigen. Erfahrene Männchen wählen dabei dünne, gerade Äste, die alle ähnlich lang sind und verbauen sie zu zwei dichten, leicht zueinander geneigten Wänden. Die Wände sind symmetrisch. Um dies zu erreichen, nutzt der Seidenlaubenvogel eine spezifische Technik. Einen Zweig im Schnabel haltend, positioniert er sich in der Mitte des Laubenganges. Er bewegt sich von der Mitte aus zunächst zu einer Seite seiner Laube und bewegt sich dann mit exakt gleichen Bewegungen zur anderen Seite der Laube, um dort den Ast zu verbauen. Die beiden Wände der Lauben entstehen auf diese Weise gleichzeitig. In Experimenten konnte jedoch nachgewiesen werden, dass Seidenlaubenvögel in der Lage sind ihre Bauweise zu adaptieren. In Experimenten wurde nur eine Seite der Laube zerstört. Seidenlaubenvögel bauen danach nur die fehlende Seite des Laubengangs auf.

### Schmücken der Laube
Diese Laube wird vom Männchen mit blauen, blaugrünen und gelben Gegenständen, wie Blüten, Federn, Insekten, Beeren, Schneckenhäusern, Glasscherben oder Zivilisationsmüll, wie Kugelschreiber und Plastikspielzeug, ausgelegt. Es sind Farben, die vor dem dämmrigen Hintergrund des Waldbodens besonders intensiv auffallen. Blau ist außerdem die Farbe, die in Form von Blüten oder Beeren am seltensten in der Natur zu finden ist. Während des Schmückens der Laube nehmen die Männchen immer wieder die Position ein, aus der sich ein Weibchen der Laube nähern würde und dekorieren dann entsprechend ihre Laube um.
Die Männchen stehlen sich gegenseitig das blaue Dekorationsmaterial. Eine reich dekorierte Laube ist deswegen auch der Hinweis darauf, dass das Männchen in der Lage ist, sich gegenüber den benachbarten Männchen durchzusetzen, diese zu überlisten und Material aus ihren Lauben zu stehlen und gleichzeitig seine eigene Laube vor Diebstahl zu schützen. Die Lauben der Männchen sind etwa 100 Meter voneinander entfernt und stehen damit außerhalb der Sichtweite der einzelnen Männchen. Die Fähigkeit der Männchen, die Lauben anderer Männchen gezielt aufzusuchen, ist Beleg dafür, dass die Männchen über eine mentale Landkarte ihrer Umgebung verfügen. Ein Männchen, das die Laube eines benachbarten Seidenlaubenvogels aufsucht, fliegt geräuschlos in deren Nähe und beobachtet die Umgebung von einer Warte aus. Ist der Laubenbesitzer nicht in der Nähe, nähert er sich dann der Laube. Einige der Männchen begrenzen sich nicht nur auf den Diebstahl von Dekorationsmaterial aus den Lauben ihrer Konkurrenten, sondern zerstören deren Lauben auch mit schnellen Bewegungen innerhalb weniger Minuten.
Das Männchen nutzt außerdem blaue Beeren – eine von dieser Vogelart bevorzugte Farbe – und verteilt das Fruchtfleisch mit dem Schnabel oder mit einem Zweigchen an den zur Laube aufgerichteten Zweigen. Auch dies ist ein wesentliches Element, um Weibchen anzuziehen. Zu den Lauben, bei denen experimentell diese Bemalung entfernt wurde, kehrten deutlich weniger Weibchen zurück. Weibchen wählen grundsätzlich ihren Partner auch danach aus, wie stark die Laube geschmückt ist. Wurde experimentell die Dekoration der Laube entfernt, sanken die Chancen eines Männchens, sich mit einem Weibchen zu verpaaren, sehr deutlich.

### Aversion gegen Rot
Rote Blüten oder Gegenstände, die experimentell in die Lauben platziert werden, werden von den Männchen sofort entfernt. Vermutet wird, dass die Kombination aus Blau (Blüten und Gegenstände) und Gelbtönen (die trockenen Zweige der Laube) ein klares und unübersehbares Signal an die Weibchen sendet. Die Farbkombination ist im Lebensraum des Seidenlaubenvogels ansonsten so nicht anzutreffen. Jegliche Farbtöne, die die Klarheit des Signals stören, werden deshalb sofort entfernt.

### Erlernen des Laubenbaus
Der Laubenbau, den der Seidenlaubenvogel zeigt, wird zu einem großen Teil als Jungvogel erlernt. Ähnlich wie die Perfektionierung des Balzgesanges bei vielen Singvögeln scheint der elaborierte Laubenbau, den ein ausgewachsener männlicher Seidenlaubenvogel zeigt, dem Weibchen Hinweise auf seine kognitiven Fähigkeiten zu geben. Die männlichen Jungvögel verwenden entsprechend viel Zeit auf das Erlernen dieser Fähigkeit, die maßgeblich ihren Fortpflanzungserfolg bestimmt.
Junge Männchen bauen zunächst nur sehr unzureichende Lauben. sie wählen typischerweise Ästchen für den Bau der Laubenmauern aus, die zu dick sind, zu unterschiedliche Längen haben und beherrschen auch noch nicht die Fähigkeit, die es ihnen ermöglicht, symmetrische Mauern zu bauen. Die ersten Bauten sind reine Übungslauben, an denen häufig mehrere Jungvögel arbeiten. Sie arbeiten daran nicht kooperativ – ein einzelner Jungvögel verbaut beispielsweise einzelne Ästchen, der nächste Jungvogel zerstört das existierende Bauwerk und beginnt von vorne, ein dritter setzt weitere Ästchen hinzu.
Jungvögel perfektionieren ihre Technik, indem sie ältere Vögel nachahmen. Sie besuchen regelmäßig die Lauben älterer Seidenlaubenvögel und helfen dort aus. Sie erlernen auch das Balzverhalten, indem sie sich der Laube ähnlich wie ein Weibchen nähern und dem Männchen bei dessen Balztanz und -gesang zusehen. Die älteren Männchen tolerieren dies, weil sie ebenfalls von der Übung vor einem zusehenden Artgenossen profitieren.

### Balz um das Weibchen
In der fertigen Laube warten die Männchen darauf, dass ein Weibchen sich für ihre Laube interessiert. Sobald ein Weibchen sich dem Laubeneingang nähert, beginnt er mit einem komplizierten Balztanz, der aus Hüpfbewegungen, schnellem Laufen und abrupten, schnellen Bewegungen der Flügel und Spreizen der Schwanzfedern besteht. Die Männchen ahmen dabei die Rufe einer Reihe anderer Vogelarten nach. Beschrieben wurden dabei für einzelne Männchen die Rufe des Jägerliests, des Goldohr-Honigfressers, des Gelbhaubenkakadus, einer australischen Krähenart und des Gelbohr-Rabenkakadus.

### Partnerwahl durch das Weibchen

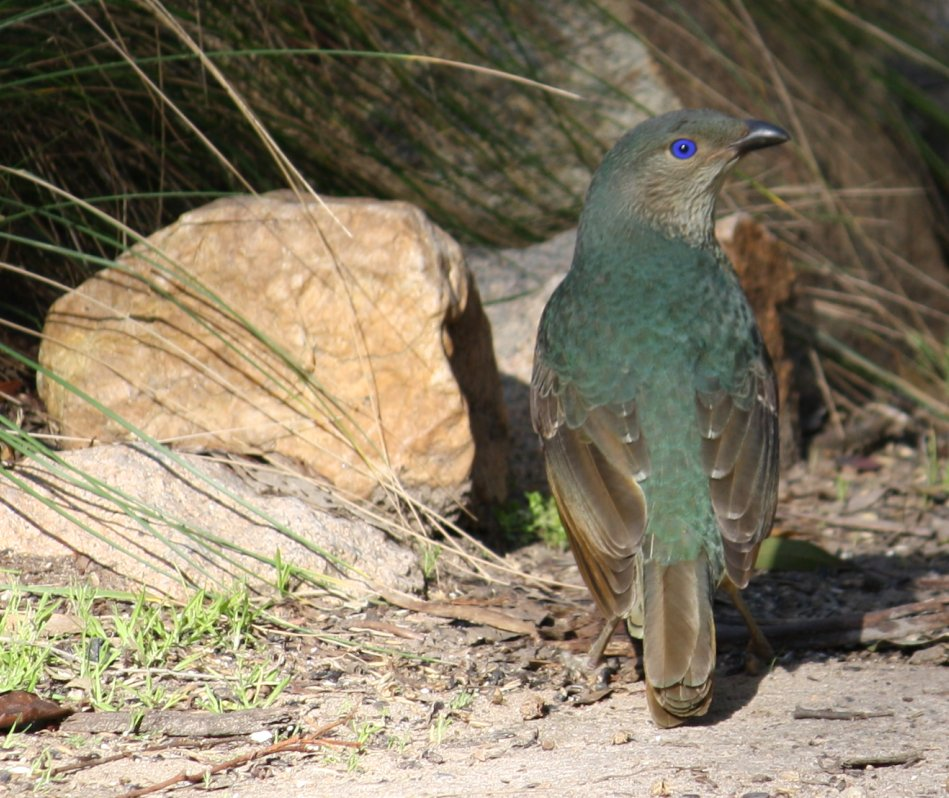
Weiblicher Seidenlaubenvogel, Victoria, Australien

Weibchen suchen in ihrem jeweiligen Areal die Lauben mehrerer Männchen auf. Sie beurteilen die Männchen nach ihren „architektonischen Fähigkeiten“ und ihrem Balzverhalten. Eine vollständige und dekorierte Laube signalisiert dem Weibchen nicht nur, dass das Männchen ausreichend erfahren ist, um den Bau zu bewerkstelligen, sondern dass er auch in der Lage ist, diesen gegenüber anderen Männchen zu verteidigen. Weibchen bleiben zwischen einigen Sekunden und einer halben Stunde in der Laube eines einzelnen Männchens. Bis zur finalen Entscheidung besucht sie einzelne Lauben dabei mehrfach.
Ackermann weist darauf hin, dass die Partnerwahl auch dem Weibchen eine erhebliche Intelligenzleistung abverlangt. Sie muss über die Balzzeit hinweg die Zahl der potentiellen Kandidaten sichten und aussortieren, deren Lauben versteckt unter Büschen mitunter Kilometer auseinanderliegen. Begegnet sie einem neuen potentiellen Partner, muss sie ihn mit denen vergleichen, die sie zuvor besucht hat und ihn in einer Rangfolge einordnen. Neben der Bauleistung, die ein Männchen verbaut, muss sie auch seinen Gesang und seinen Balztanz bewerten.
Jared Diamond sieht, wie er in seinem Buch Der dritte Schimpanse erläutert, den Laubenbau als sehr effektives Merkmal zur sexuellen Selektion, da dieser Weibchen ermöglicht, sehr viele Eigenschaften des potentiellen Paarungspartners zu beurteilen.

## Brutgeschäft

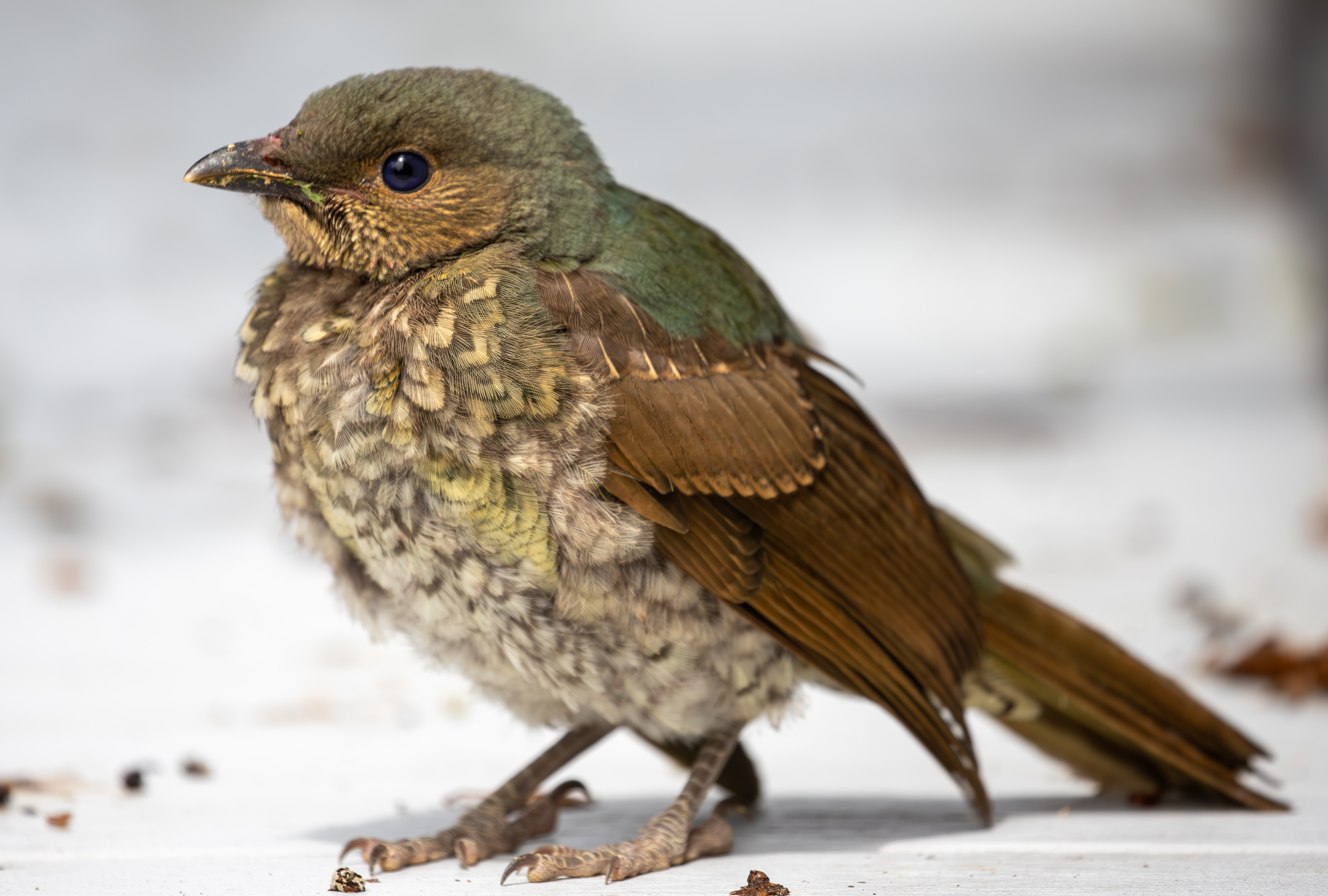
Weiblicher Jungvogel im Gefiederwechsel

Die Brutsaison dauert von Oktober bis Januar. Auf Waldbäumen, in 4 bis 10 m Höhe, wird aus Zweigen ein Nest gebaut. Das Weibchen legt 1 bis 3 creme- bis lederfarbene, dunkel gezeichnete Eier.
Das Männchen beteiligt sich weder beim Brüten noch bei der Aufzucht der Jungvögel.

## Untersuchungen an Seidenlaubenvogel

### Kognitive Fähigkeiten
Die Aversion des männlichen Seidenlaubenvogel gegen rote Gegenstände in seiner Laube wurde in Studien genutzt, um die Problemlösefähigkeit von Seidenlaubenvögeln zu untersuchen. Dazu wurden drei rote Gegenstände in die Laube gelegt und jeweils mit einem durchsichtigen Plastikbehälter bedeckt. Wenige Vögel waren nicht in der Lage, den Plastikbehälter zu entfernen und somit an den roten Gegenstand zu gelangen. Sehr geschickte Vögel hatten in weniger als 20 Sekunden die Aufgabe gelöst. Die meisten pickten so lange gegen den Plastikbehälter, bis dieser umfiel.
In einer verschärften Problemlösesituation wurde ein rotes Ziegelstück in die Laube gelegt und mit einer Schraube so im Erdboden befestigt, dass der Seidenlaubenvogel es nicht mehr entfernen konnte. Das stellte für die Vögel eine Aufgabe dar, wie sie ihnen in natürlicher Umgebung nicht begegnet. Eine Reihe von Männchen begann sehr schnell, dieses Rot mit Blättern oder anderem Material zu bedecken, sodass es nicht mehr sichtbar war. Männliche Seidenlaubenvögel, die bei beiden Aufgaben sehr schnell Lösungen fanden, waren gleichzeitig die, die sich häufiger als ihre Artgenossen mit Weibchen verpaarten. Aus diesen Experimenten hat man geschlossen, dass der Laubenbau dem Weibchen etwas über die kognitiven Fähigkeiten des potentiellen Vaters ihres Nachwuchses verrät.

### Reaktion auf das Verhalten der Weibchen
Weibchen scheinen generell einen Balztanz und Balzgesang der Männchen zu präferieren, die beide kraftvoll und intensiv sind. Ein zu aggressives Verhalten führt dazu, dass Weibchen die Laube verlassen und nicht wieder zurückkehren.
Um die Reaktion der Männchen auf das Verhalten der Weibchen objektiver messbar zu machen, wurde ein Roboter gebaut, der in einem präparierten Balg eines weiblichen Seidenlaubensängers steckte. Verschiedene Motoren befähigten den Apparat, ähnlich wie ein echter weiblicher Vogel sich in geduckter Haltung der Laube zu nähern, sich umzusehen und die Flügel in ähnlicher Weise wie Weibchen zu spreizen, die damit Paarungsbereitschaft signalisieren. Die Bewegungsabläufe wurden bewusst standardisiert, um die Reaktion der Männchen auf die einzelnen Aktionen des Weibchens messbarer zu machen und das Verhalten von 23 verschiedenen Männchen während ihres Balztanzes untersucht. Dabei zeigte sich, dass einige Männchen im Balztanz und -gesang kaum auf die Reaktionen des Weibchens eingehen. Andere dagegen reagieren, wenn das Weibchen alarmiert zu sein scheint und mäßigen die Intensität ihres Verhaltens. Eine höhere Paarungsquote haben dabei die Männchen, die auf die Weibchen reagieren.

## Stellung in der Familie der Laubenvögel
Der Seidenlaubenvogel ist am engsten mit der Gattung Sericulus sowie mit der Gattung Chlamydera verwandt. Allen Arten, die zu diesen Gattungen gehören, ist mit dem Seidenlaubenvogel gemeinsam, dass sie Lauben der Alleentyps bauen. Der Schädel weist Grundmerkmale auf, die für die Familie typisch ist.

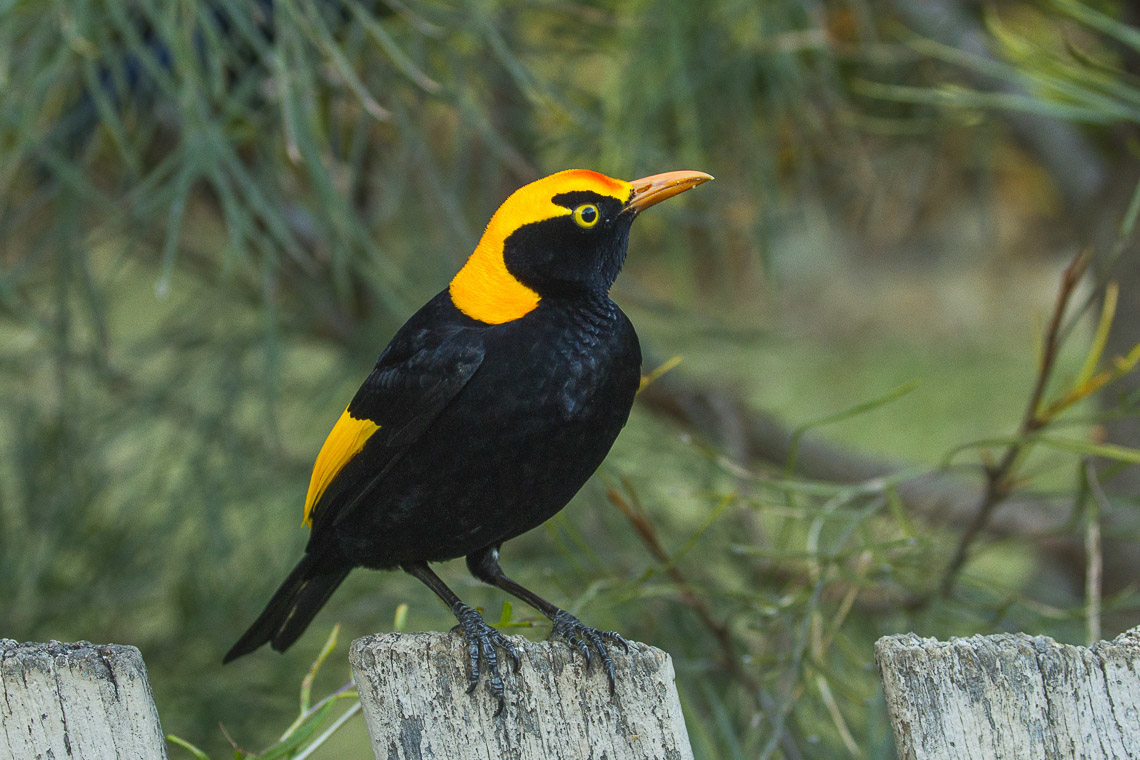
Gelbnacken-Laubenvogel (Sericulus chrysocephalus), Männchen, Queensland, Australien

Die Länge des Schwanzgefieders entspricht bei den Weibchen dem Durchschnitt innerhalb der Familie, bei den Männchen ist er im Vergleich zu anderen Arten der Laubenvögel kurz. Die Zahl der Armschwingen beträgt 13 bis 14, wie für Laubenvögel typisch. Singvögel weisen in der Regel neun oder zehn Armschwingen auf. Die Länge des Laufes entspricht 28 Prozent der Flügellänge, damit ist die Länge der Läufe beim Seidenlaubenvogel etwas länger als der Durchschnitt aller Arten in der Familie. Grundsätzlich haben beide Geschlechter eine ähnliche Größe, das Männchen hat tendenziell ein etwas kürzeres Schwanzgefieder, hat etwas längere Läufe und wiegt etwas mehr als das Männchen.
Die Art Ptilonorhynchus rawnsleyi wurde auf Basis eines einzelnen Exemplars beschrieben, die am 14. Juli 1867 in der Nähe von Brisbane als Typusexemplar gesammelt wurde. Das Typusexemplar wies grundsätzlich das Erscheinungsbild eines ausgewachsenen männlichen Seidenlaubenvogels auf, hatte aber eine blaugrüne Augen und einen großen gelben Farbspiegel auf den Flügeln. Dieses Typusexemplar wird heute allgemein als zufälliger natürlicher Hybride zwischen einem Seidenlaubenvogel und einem Gelbnacken-Laubenvogel eingeordnet. Weitere Hybriden wurden bislang nicht beschrieben.
Der Seidenlaubenvogel ist die einzige Art, für die es Fossilienbelege aus dem Pleistozän und Holozän gibt.

## Seidenlaubenvögel und Menschen

### Haltung
Der Seidenlaubenvogel gehört zu den Arten unter den Laubenvögeln, die verschiedentlich in Zoos gezeigt werden. In Australien sind sie grundsätzlich in allen Zoos anzutreffen, die auch Vögel zeigen. Beim Seidenlaubenvogel gelang die Nachzucht in Gefangenschaft bereits 1912.
Erste Berichte über eine Gefangenschaftshaltung von Seidenlaubenvögeln stammt aus dem Jahre 1860. Der Naturforscher G. Bennett hielt in diesem Jahr fest, dass diese Art in Sydney häufig in Gefangenschaft gehalten werden und für ein Paar zu diesem Zeitpunkt zwischen 3 und 5 Guinee gezählt würden. Aus Gefangenschaftshaltung war bereits zu Beginn des 20. Jahrhunderts bekannt, dass nur Männchen Lauben bauen und das es mehrere Jahre dauerte, bis Männchen das Gefieder adulter Vögel zeigen.

### Konflikte
Sowohl in der Fachliteratur als auch in populärwissenschaftlichen Schriften gibt es zahlreiche Berichte, dass Seidenlaubenvögel Schmuck, Schlüssel und ähnliches aus Häusern, Fahrzeugen und Zelten entfernen.
Während des Winterhalbjahrs, wenn sich Seidenlaubenvögel überwiegend von Schösslingen ernähren und in größeren Trupps auch in offenerem Gelände vorkommen, stellen sie ein Problem für Obst- und Gemüsebauern dar, da sie in der Zeit sowohl Kulturobst als auch junges Blattgemüse fressen. Sie haben außerdem eine besondere Vorliebe für heranreifenden Mais.

## Einzelbelege
1. 1 2 3  Ackerman: The Genius of Birds. S. 159
2. 1 2 3 4 5  Ackerman: The Genius of Birds. S. 165.
3. ↑  Ptilonorhynchus violaceus in der Roten Liste gefährdeter Arten der IUCN 2008. Eingestellt von: BirdLife International, 2008. Abgerufen am 19. Dezember 2016.
4. 1 2 3  Handbook of the Birds of the World zum Goldaubenvogel, aufgerufen am 1. April 2017
5. 1 2 3 4 5   Frith: The Bowerbirds - Ptilonorhynchidae. S. 364.
6. 1 2 3 4 5   Frith: The Bowerbirds - Ptilonorhynchidae. S. 365.
7. 1 2   Frith: The Bowerbirds - Ptilonorhynchidae. S. 362.
8. ↑   Frith: The Bowerbirds - Ptilonorhynchidae. S. 367.
9. ↑   Frith: The Bowerbirds - Ptilonorhynchidae. S. 368.
10. 1 2 3 4  Frith: The Bowerbirds - Ptilonorhynchidae. S. 366.
11. 1 2  Ackerman: The Genius of Birds. S. 161.
12. 1 2  Ackerman: The Genius of Birds. S. 162.
13. ↑  Ackerman: The Genius of Birds. S. 164.
14. ↑  Ackerman: The Genius of Birds. S. 168.
15. 1 2 3  Ackerman: The Genius of Birds. S. 170.
16. 1 2 3  Ackerman: The Genius of Birds. S. 169.
17. 1 2  Ackerman: The Genius of Birds. S. 160.
18. ↑  Jared Diamond: Der dritte Schimpanse. Fischer Taschenbuch Verlag, Frankfurt am Main 2000, ISBN 3-10-013912-7, Kapitel 9 „Wie die Kunst dem Tierreich entsprang“ S. 217 ff., S. 223.
19. 1 2  Ackerman: The Genius of Birds. S. 166.
20. 1 2   Frith: The Bowerbirds - Ptilonorhynchidae. S. 361.
21. 1 2 3   Frith: The Bowerbirds - Ptilonorhynchidae. S. 387.
22. ↑  W. Grummt, H. Strehlow (Hrsg.): Zootierhaltung Vögel. Verlag Harri Deutsch, Frankfurt am Main 2009, ISBN 978-3-8171-1636-2, S. 750.
23. ↑   Frith: The Bowerbirds - Ptilonorhynchidae. S. 386.